# 五朵金花 (中国历史)
五朵金花，起初称为五朵花，指的是中华人民共和国成立至文化大革命之前，中国历史学界对五个基本学术理论问题的热烈讨论和研究：中国古代史分期问题、中国封建土地所有制形式问题、中国封建社会农民战争问题、中国资本主义萌芽问题、汉民族形成问题。把这五个问题总结为“五朵花”，是向达在1957年所为。1978年之后，五朵金花的研究渐冷，甚至有学者对此推出质疑。